# Radulf I. z Brienne
Radulf I. z Brienne (francouzsky Raoul Ier de Brienne, † 19. ledna 1345, Paříž) byl hrabě z Eu a Guînes. Zastával funkci francouzského konstábla a byl jmenován guvernérem Languedocu.

## Život
Narodil se jako syn Jana z Brienne a Johany, dcery Balduina z Guînes. Po otcově smrti roku 1302 převzal hrabství Eu a roku 1332 podědil po matce hrabství Guînes. Osudnou se mu stala účast na turnaji pořádaném ku příležitosti svatby prince Filipa. Pohřben byl po boku svých předků v cisterciáckém klášteře Foucarmont, nekropoli hrabat z Eu.